# Sarcosphaera
Sarcosphaera Auersw., Hedwigia 8: 82 (1869).
Sarcosphaera è un genere di funghi ascomiceti appartenente alla famiglia Pezizaceae.
Le specie di questo genere hanno il carpoforo a forma di una grossa coppa di colore rosa-lilaceo all'interno e con l'orlo a lobi triangolari (lacinie).

## Specie diSarcosphaera
- Sarcosphaera coronaria (Jacq.) J. Schröt. (1893);
- Sarcosphaera dargelasii (Gachet) Nannf. (1953)
- Sarcosphaera funerata (Cooke) Seaver (1930)
- Sarcosphaera gigantea (Rehm) Kanouse (1941)
- Sarcosphaera sepulchralis (Rebent.) Rick (1931)
- Sarcosphaera ulbrichiana (Durieu & Mont.) Kirschst. (1943)